# Huset Bernadotte
Huset Bernadotte er det herskende fyrstehus i Sverige. Det har regeret Sverige og Norge siden 1818. Norge kun til 1905. Juridisk er det en linje af huset Holstein-Gottorp, da Jean-Baptiste Bernadotte blev adopteret af Karl XIII af Sverige.
Efter den Finske krig i 1809 led Sverige det traumatiske tab af Finland, som havde udgjort halvparten af det svenske rige. Modviljen mod Gustav IV Adolf førte til et coup d'état, og Gustaf Adolfs onkel, den barnløse Karl XIII, erstattede ham. Det var en midlertidig løsning, og i 1810 valgte Stænderrigsdagen en fransk marskal Jean-Baptiste Bernadotte som arving til den svenske trone.

## Slægtstræ
```
Karl XIV Johan

x 
Desirée Clary

│
└─>
Oscar I

   x 
Josefine af Leuchtenberg

   │
   ├─>
Karl XV

   │  x 
Louise af Nederlandene

   │  │
   │  ├─>
Louise

   │  │ x 
Frederik VIII af Danmark

   │  │
   │  └─>
Carl Oscar

   │
   ├─>
Gustaf

   │
   ├─>
Oscar II

   │  x 
Sofia af Nassau

   │  │
   │  ├─>
Gustaf V

   │  │  x 
Victoria af Baden

   │  │  │
   │  │  ├─>
Gustaf VI Adolf

   │  │  │  x 
Margareta af Storbritannien

   │  │  │  x 
Louise Mountbatten
 (ingen børn)
   │  │  │  │
   │  │  │  ├─>
Gustaf Adolf

   │  │  │  │  x 
Sibylla af Sachsen-Coburg-Gotha

   │  │  │  │  │
   │  │  │  │  ├─>
Margaretha

   │  │  │  │  │  x 
John Ambler

   │  │  │  │  │
   │  │  │  │  ├─>
Birgitta

   │  │  │  │  │  x 
Johann Georg af Hohenzollern

   │  │  │  │  │
   │  │  │  │  ├─>
Desirée

   │  │  │  │  │  x 
Niclas Silfcerschiöld

   │  │  │  │  │
   │  │  │  │  ├─>
Christina

   │  │  │  │  │  x 
Tord Magnuson

   │  │  │  │  │
   │  │  │  │  └─>
Carl XVI Gustav

   │  │  │  │     x 
Silvia Sommerlath

   │  │  │  │     │
   │  │  │  │     ├─>
Victoria

   │  │  │  │     │
   │  │  │  │     ├─>
Carl Philip

   │  │  │  │     │
   │  │  │  │     └─>
Madeleine

   │  │  │  │
   │  │  │  ├─>
Sigvard

   │  │  │  │
   │  │  │  ├─>
Ingrid

   │  │  │  │  x 
Frederik IX

   │  │  │  │
   │  │  │  ├─>
Bertil

   │  │  │  │  x 
Lilian Davies

   │  │  │  │
   │  │  │  └─>
Carl Johan

   │  │  │
   │  │  ├─>
Wilhelm

   │  │  │  x 
Maria Pavlovna af Rusland

   │  │  │  │
   │  │  │  └─>
Lennart

   │  │  │ 
   │  │  └─>
Erik
  
   │  │
   │  ├─>
Oscar

   │  │
   │  ├─>
Carl

   │  │  x 
Ingeborg af Danmark

   │  │  │
   │  │  ├─>
Margaretha af Sverige

   │  │  │
   │  │  ├─>
Märtha

   │  │  │
   │  │  ├─>
Astrid

   │  │  │
   │  │  └─>
Carl

   │  │
   │  └─>
Eugen

   │
   ├─>
Eugénie

   │
   └─>
August

      x 
Teresia af Sachsen-Altenburg
```